# Zebror

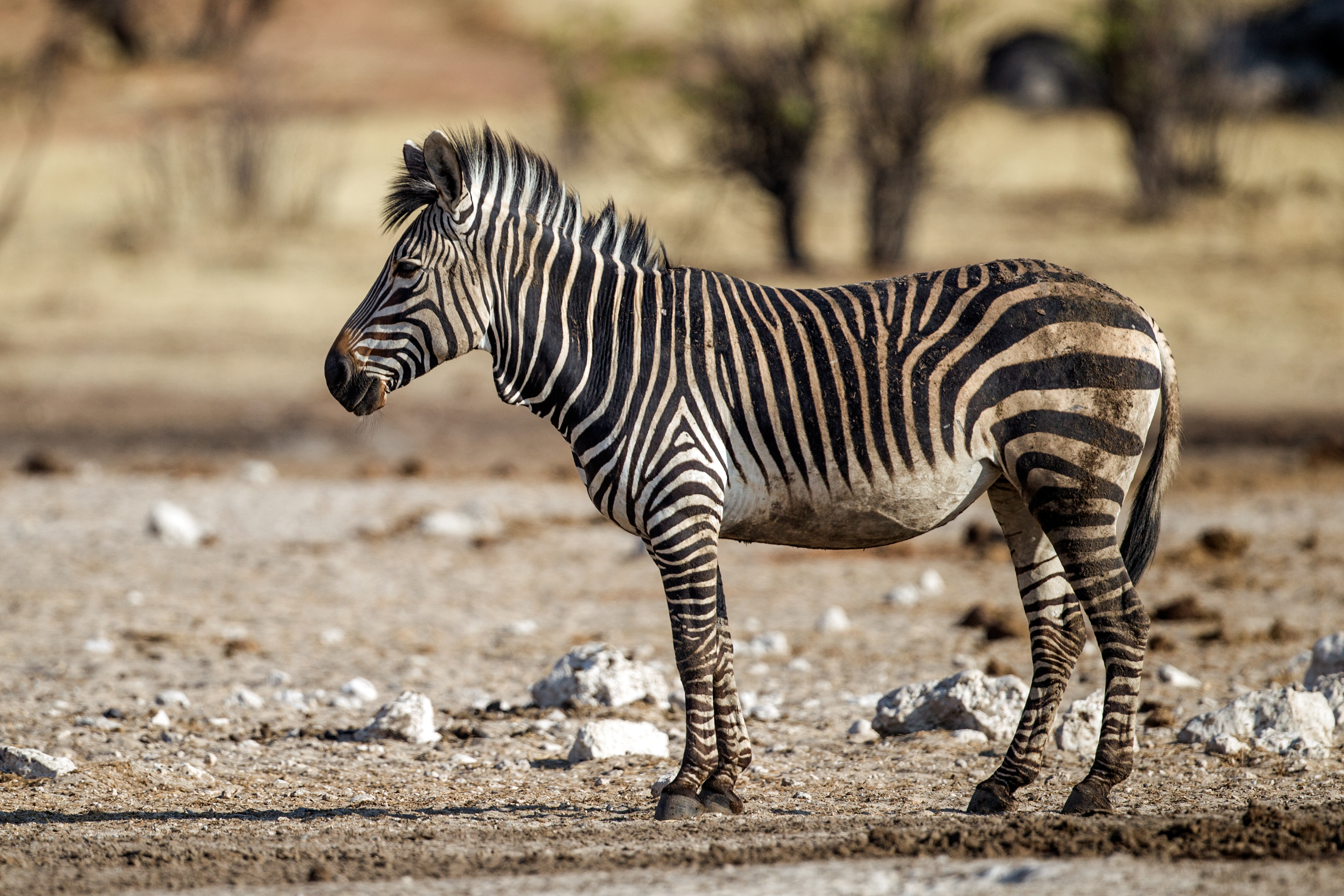
Underart hartmanns bergzebra (Equus zebra hartmannae), som ibland behandlas som en egen art.

Zebror, även Sebror, se Nationalencyklopedin 1995, samt Svenska akademiens ordlista 2006, (Hippotigris) är en släktgrupp eller ett undersläkte i familjen hästdjur som omfattar tre arter och ett flertal underarter, som alla kännetecknas av att de är tydligt randade i svart och vitt. Stäppzebran är den enda av de vilda hästdjuren som inte kategoriseras som utrotningshotade. Bergzebran klassas däremot som sårbar och grevyzebran som starkt hotad.

## Etymologi
Trivialnamnet "zebra" härstammar från italienskan, spanskan eller portugisiskan. Ordets ursprung kan komma från latinets equiferus, som betyder "vildhäst", och kan ha kommit in i portugisiskan som ezebro eller zebro, som ursprungligen användes under medeltiden för en legendarisk vildhäst på Iberiska halvön. År 1591 skrev den italienska upptäcktsresanden Filippo Pigafetta att portugiser i Afrika använde "zebra" för att referera till de afrikanska hästarna. Under antiken kallades zebror i både Grekland och i Romariket för hippotigris vilket kan översättas till "hästtiger" vilket idag är det vetenskapliga namnet för gruppen med zebror. 

## Systematik

### Kladogram
Kladogram över Equus baserat på Vilstrup et al. (2013) och Jónsson et al. (2014):
|  | Bergzebra (E. zebra)                                                              |
|  |                                                                                   |
|  | \| \| Stäppzebra (E. quagga) \| \| \| \| \| \| Grevyzebra (E. grevyi) \| \| \| \| |
|  |                                                                                   |
|  | Stäppzebra (E. quagga)                                                            |
|  |                                                                                   |
|  | Grevyzebra (E. grevyi)                                                            |
|  |                                                                                   |

|  | Stäppzebra (E. quagga) |
|  |                        |
|  | Grevyzebra (E. grevyi) |
|  |                        |

|  | \| \| Kiang (E. kiang) \| \| \| \| \| \| Halvåsna (E. hemionus) \| \| \| \| |
|  |                                                                             |
|  | Afrikansk vildåsna (E. africanus)                                           |
|  |                                                                             |
|  | Kiang (E. kiang)                                                            |
|  |                                                                             |
|  | Halvåsna (E. hemionus)                                                      |
|  |                                                                             |

|  | Kiang (E. kiang)       |
|  |                        |
|  | Halvåsna (E. hemionus) |
|  |                        |

|  | Bergzebra (E. zebra)                                                              |
|  |                                                                                   |
|  | \| \| Stäppzebra (E. quagga) \| \| \| \| \| \| Grevyzebra (E. grevyi) \| \| \| \| |
|  |                                                                                   |
|  | Stäppzebra (E. quagga)                                                            |
|  |                                                                                   |
|  | Grevyzebra (E. grevyi)                                                            |
|  |                                                                                   |

|  | Stäppzebra (E. quagga) |
|  |                        |
|  | Grevyzebra (E. grevyi) |
|  |                        |

|  | \| \| Kiang (E. kiang) \| \| \| \| \| \| Halvåsna (E. hemionus) \| \| \| \| |
|  |                                                                             |
|  | Afrikansk vildåsna (E. africanus)                                           |
|  |                                                                             |
|  | Kiang (E. kiang)                                                            |
|  |                                                                             |
|  | Halvåsna (E. hemionus)                                                      |
|  |                                                                             |

|  | Kiang (E. kiang)       |
|  |                        |
|  | Halvåsna (E. hemionus) |
|  |                        |

|  | Bergzebra (E. zebra)                                                              |
|  |                                                                                   |
|  | \| \| Stäppzebra (E. quagga) \| \| \| \| \| \| Grevyzebra (E. grevyi) \| \| \| \| |
|  |                                                                                   |
|  | Stäppzebra (E. quagga)                                                            |
|  |                                                                                   |
|  | Grevyzebra (E. grevyi)                                                            |
|  |                                                                                   |

|  | Stäppzebra (E. quagga) |
|  |                        |
|  | Grevyzebra (E. grevyi) |
|  |                        |

|  | \| \| Kiang (E. kiang) \| \| \| \| \| \| Halvåsna (E. hemionus) \| \| \| \| |
|  |                                                                             |
|  | Afrikansk vildåsna (E. africanus)                                           |
|  |                                                                             |
|  | Kiang (E. kiang)                                                            |
|  |                                                                             |
|  | Halvåsna (E. hemionus)                                                      |
|  |                                                                             |

|  | Kiang (E. kiang)       |
|  |                        |
|  | Halvåsna (E. hemionus) |
|  |                        |

|  | Bergzebra (E. zebra)                                                              |
|  |                                                                                   |
|  | \| \| Stäppzebra (E. quagga) \| \| \| \| \| \| Grevyzebra (E. grevyi) \| \| \| \| |
|  |                                                                                   |
|  | Stäppzebra (E. quagga)                                                            |
|  |                                                                                   |
|  | Grevyzebra (E. grevyi)                                                            |
|  |                                                                                   |

|  | Stäppzebra (E. quagga) |
|  |                        |
|  | Grevyzebra (E. grevyi) |
|  |                        |

|  | \| \| Kiang (E. kiang) \| \| \| \| \| \| Halvåsna (E. hemionus) \| \| \| \| |
|  |                                                                             |
|  | Afrikansk vildåsna (E. africanus)                                           |
|  |                                                                             |
|  | Kiang (E. kiang)                                                            |
|  |                                                                             |
|  | Halvåsna (E. hemionus)                                                      |
|  |                                                                             |

|  | Kiang (E. kiang)       |
|  |                        |
|  | Halvåsna (E. hemionus) |
|  |                        |

|  | Tamhäst (E. ferus caballus)            |
|  |                                        |
|  | Przewalskis häst (E. ferus przewalski) |
|  |                                        |

|  | Bergzebra (E. zebra)                                                              |
|  |                                                                                   |
|  | \| \| Stäppzebra (E. quagga) \| \| \| \| \| \| Grevyzebra (E. grevyi) \| \| \| \| |
|  |                                                                                   |
|  | Stäppzebra (E. quagga)                                                            |
|  |                                                                                   |
|  | Grevyzebra (E. grevyi)                                                            |
|  |                                                                                   |

|  | Stäppzebra (E. quagga) |
|  |                        |
|  | Grevyzebra (E. grevyi) |
|  |                        |

|  | \| \| Kiang (E. kiang) \| \| \| \| \| \| Halvåsna (E. hemionus) \| \| \| \| |
|  |                                                                             |
|  | Afrikansk vildåsna (E. africanus)                                           |
|  |                                                                             |
|  | Kiang (E. kiang)                                                            |
|  |                                                                             |
|  | Halvåsna (E. hemionus)                                                      |
|  |                                                                             |

|  | Kiang (E. kiang)       |
|  |                        |
|  | Halvåsna (E. hemionus) |
|  |                        |

|  | Bergzebra (E. zebra)                                                              |
|  |                                                                                   |
|  | \| \| Stäppzebra (E. quagga) \| \| \| \| \| \| Grevyzebra (E. grevyi) \| \| \| \| |
|  |                                                                                   |
|  | Stäppzebra (E. quagga)                                                            |
|  |                                                                                   |
|  | Grevyzebra (E. grevyi)                                                            |
|  |                                                                                   |

|  | Stäppzebra (E. quagga) |
|  |                        |
|  | Grevyzebra (E. grevyi) |
|  |                        |

|  | \| \| Kiang (E. kiang) \| \| \| \| \| \| Halvåsna (E. hemionus) \| \| \| \| |
|  |                                                                             |
|  | Afrikansk vildåsna (E. africanus)                                           |
|  |                                                                             |
|  | Kiang (E. kiang)                                                            |
|  |                                                                             |
|  | Halvåsna (E. hemionus)                                                      |
|  |                                                                             |

|  | Kiang (E. kiang)       |
|  |                        |
|  | Halvåsna (E. hemionus) |
|  |                        |

|  | Bergzebra (E. zebra)                                                              |
|  |                                                                                   |
|  | \| \| Stäppzebra (E. quagga) \| \| \| \| \| \| Grevyzebra (E. grevyi) \| \| \| \| |
|  |                                                                                   |
|  | Stäppzebra (E. quagga)                                                            |
|  |                                                                                   |
|  | Grevyzebra (E. grevyi)                                                            |
|  |                                                                                   |

|  | Stäppzebra (E. quagga) |
|  |                        |
|  | Grevyzebra (E. grevyi) |
|  |                        |

|  | \| \| Kiang (E. kiang) \| \| \| \| \| \| Halvåsna (E. hemionus) \| \| \| \| |
|  |                                                                             |
|  | Afrikansk vildåsna (E. africanus)                                           |
|  |                                                                             |
|  | Kiang (E. kiang)                                                            |
|  |                                                                             |
|  | Halvåsna (E. hemionus)                                                      |
|  |                                                                             |

|  | Kiang (E. kiang)       |
|  |                        |
|  | Halvåsna (E. hemionus) |
|  |                        |

|  | Bergzebra (E. zebra)                                                              |
|  |                                                                                   |
|  | \| \| Stäppzebra (E. quagga) \| \| \| \| \| \| Grevyzebra (E. grevyi) \| \| \| \| |
|  |                                                                                   |
|  | Stäppzebra (E. quagga)                                                            |
|  |                                                                                   |
|  | Grevyzebra (E. grevyi)                                                            |
|  |                                                                                   |

|  | Stäppzebra (E. quagga) |
|  |                        |
|  | Grevyzebra (E. grevyi) |
|  |                        |

|  | \| \| Kiang (E. kiang) \| \| \| \| \| \| Halvåsna (E. hemionus) \| \| \| \| |
|  |                                                                             |
|  | Afrikansk vildåsna (E. africanus)                                           |
|  |                                                                             |
|  | Kiang (E. kiang)                                                            |
|  |                                                                             |
|  | Halvåsna (E. hemionus)                                                      |
|  |                                                                             |

|  | Kiang (E. kiang)       |
|  |                        |
|  | Halvåsna (E. hemionus) |
|  |                        |

|  | Tamhäst (E. ferus caballus)            |
|  |                                        |
|  | Przewalskis häst (E. ferus przewalski) |
|  |                                        |

### Taxonomi
Taxon i undersläktet:
- Bergzebra (Equus zebra)
  - Hartmanns bergzebra (Equus (zebra) hartmannae) – behandlas ibland som egen art
- Grevyzebra (Equus grevyi) – den största av zebrorna, och den mest sällsynta
- Stäppzebra (Equus quagga)
  - Burchells zebra (Equus quagga burchellii)
  - Chapmans zebra (Equus quagga chapmani)
  - Crawshays zebra (Equus quagga crawshayi)
  - Grants zebra (Equus quagga boehmi)
  - Grantzebra (Equus quagga granti)
  - Kvagga (Equus quagga quagga) – utrotad.
  - Selous zebra (Equus quagga borensis)

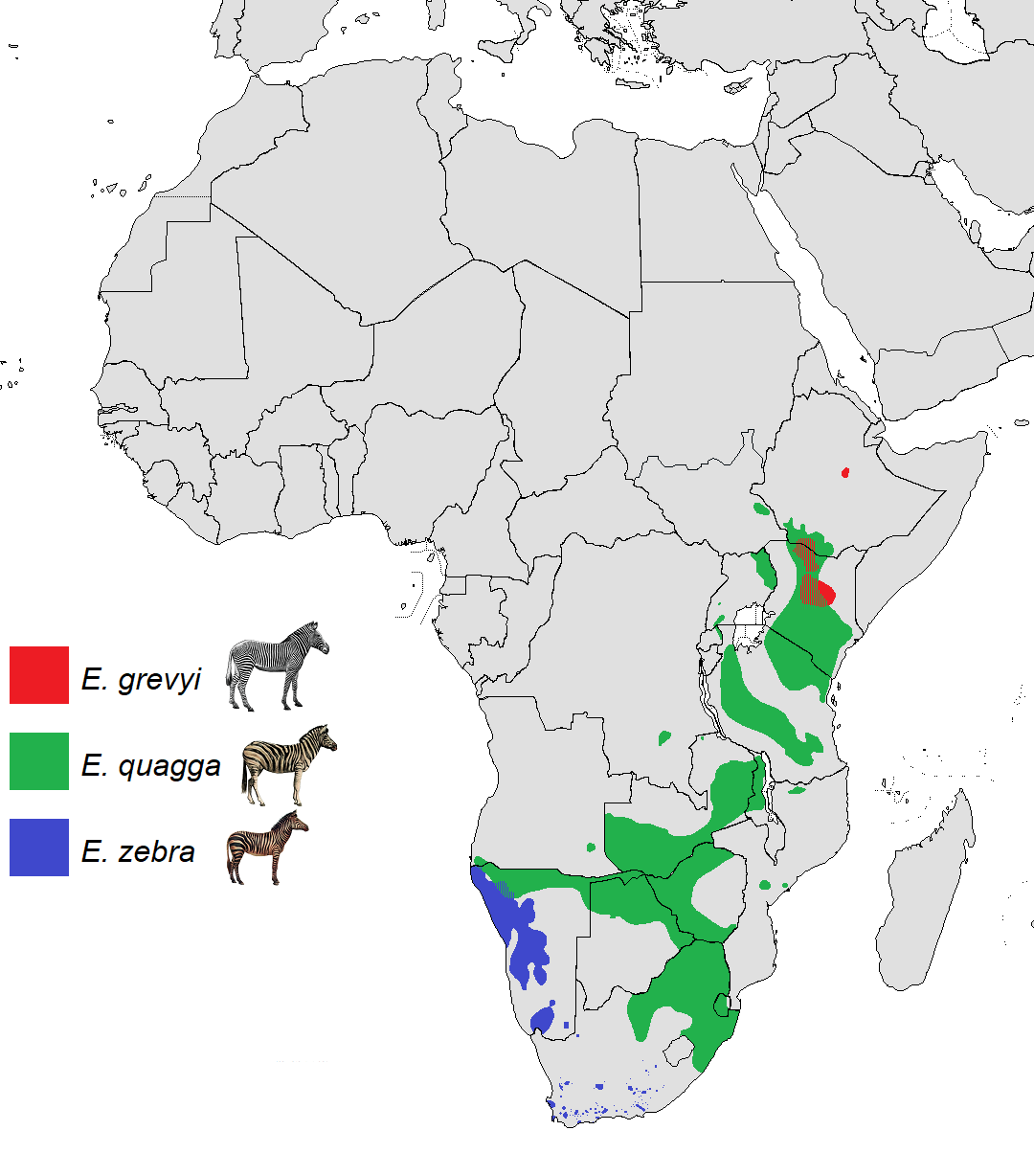
Samtida utbredningsområden för de tre arterna av zebra.

Olika andra indelningar av släktet hästar (Equus) har föreslagits och där listas de olika strimmiga hästarna (zebror) i olika grupper (eller undersläkten). Stäppzebran (Equus quagga) är den vanligast förekommande arten av zebra, medan grevyzebra (Equus grevyi), den största arten, är den mest sällsynta.

## Utbredning
Zebror lever på den afrikanska kontinenten där de är en av de vanligaste gräsätarna. Grevyzebra (Equus grevyi) förekommer i Östafrika inklusive Afrikas horn, på torra och halvtorra gräs- och buskmarker. Stäppzebra (E. quagga) förekommer i östra och södra Afrika, på savann, gräsmark och i öppen skogsmark medan bergzebra (Equus zebra) förekommer i sydvästra Afrika, i bergsområden, klippiga delar av höglandet och buskrik karoo.

## Utseende och kamouflage

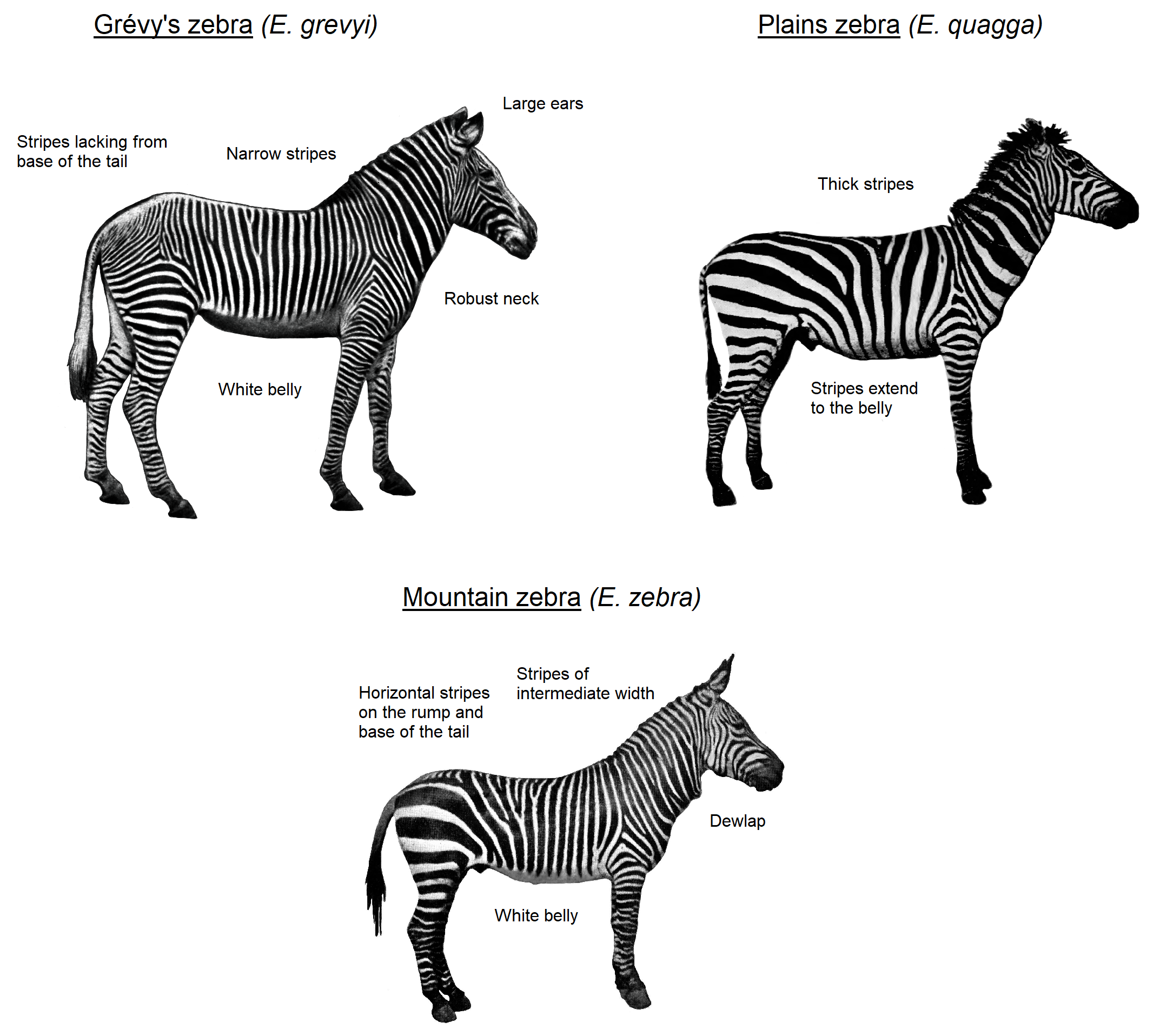
Anatomiska skillnader mellan de tre arterna.

Zebrornas kroppslängd varierar mellan 2 och 2,5 meter, och de har en höjd på runt 1,5 meter. De vuxna djuren väger 200–300 kilogram. Alla zebror har en mörk hud, som beroende på art är svart, brun eller sandfärgad. Över denna mörka grundfärg löper sedan vita eller ljust grå ränder, som på buken kan löpa samman till sammanhängande fält. På de mörka och ljusa ränderna växer svarta respektive vita hår och pälsen har därför ränder i svart och vitt. Tidigare trodde vetenskapen att förhållandet var det omvända; att zebrorna alltså hade en ljus grundfärg med mörka ränder, eftersom den vita pälsfärgen kan se ut att dominera. Nyare embryologisk forskning har emellertid visat att detta var ett felaktigt antagande, zebraembryot har tidigt i utvecklingen mörk hud och först senare i utvecklingen framträder vita strimmor. Även svansen och manen är färgade, och det finns en fin hårtuss längst ner på svansen. Grevyzebran har fler tunnare streck som går ihop från tre olika riktningar mitt på låret.
Zebrornas ränder tros av forskare ha flera funktioner som tillsammans utgör ett skydd för djuren. En teori är att ränderna utgör ett skyddande kamouflage mot predatorer som lejon, då de vertikala ränderna hjälper zebrorna att smälta in bland högt gräs. Lejon anses vara färgblinda, och kan därför ha svårt att se en zebra som står i högt gräs. Forskning har emellertid visat att lejon kan se färger, men inte på samma sätt som människan kan. Ränderna hjälper också zebror som befinner sig i öppen terräng, förutsatt att flera zebror är samlade i flock. För ett lejon kan en grupp zebror tack vare ränderna se ut som ett enda stort djur, och det blir svårt för lejonet att skilja ut ett enskilt bytesdjur.  Utöver denna teori finns det flera förklaringar till hur zebras ränder är till stor nytta för den. De kan vara ett skydd mot tsetseflugor, som ger sig på enfärgade djur. Ränderna kan också ha en social funktion. Varje zebras ränder bildar ett unikt mönster, på samma sätt som människans fingeravtryck. Det gör attde lätt kan känna igen varandra, och bidrar därmed till sammanhållningen inom flocken. Det finns också en teori om att zebrans ränder är till fördel för dess värmegeglering.

## Ekologi
Zebrorna är flockdjur, och en zebrahjord leds vanligen av en hingst och ett äldre sto. Zebror lever i huvudsak av blågräs, som är ett magert bete. Detta bete ratas av till exempel antiloper och gnuer.
Stoet föder ett eller i mycket sällsynta fall två föl vartannat år. Det nyfödda fölet börjar äta gräs efter ett par veckor, men får också di av modern tills det är ett drygt år gammalt.

## Zebror i fångenskap
Försök har gjorts att tämja zebror för att använda dem som rid- och dragdjur, men försöken har inte fallit väl ut. Man har dock funnit att hybrider mellan zebra och tamhäst är enklare att hantera än renrasiga zebror, och att de dessutom oftast är immuna mot många sjukdomar.[källa behövs] Detta eftersom zebror i motsats till tamhästar har ett naturligt skydd mot många av de sjukdomar som kan drabba hästdjur i Afrika.
En hybrid mellan en zebrahingst och ett häststo kallas zorse på engelska, och en hybrid mellan zebra och åsna för zonkey.